# 最後の夜と流星
「最後の夜と流星」（さいごのよるとりゅうせい）は、WEAVERの楽曲。同バンドの10作目の配信限定シングルとして、2018年7月8日にA-Sketchからリリースされた。

## 概要
前作『僕のすべて』以来約6か月ぶりのリリースとなり、本作は、河邉徹の小説「流星コーリング」を基に楽曲を制作していく"流星コーリングプロジェクト"の第1弾楽曲である。
2018年7月7日に、YouTube Space Tokyoでのライブ映像を中心に構成されたリリックビデオがYouTube上で公開されており、花澤香菜の小説の朗読が一部使用されている。

## 収録内容
| #         | タイトル           | 作詞      | 作曲      | 編曲      | 時間 |
| --------- | ------------------ | --------- | --------- | --------- | ---- |
| 1.        | 「最後の夜と流星」 | 河邉徹    | 杉本雄治  | WEAVER    | 3:53 |
| 合計時間: | 合計時間:          | 合計時間: | 合計時間: | 合計時間: | 3:53 |